# Oldenelerpark
Het Oldenelerpark is een park in het zuidwesten van de wijk Ittersum in Zwolle. Het ligt tegen de IJsseldijk aan, op de oostoever.
Het park bestaat uit twee delen: een deel langs de IJsseldijk en een deel wat dieper de wijk Ittersum ingaat. In het park zijn kunstwerken aanwezig van Joost van den Toorn (1999) om de samenhang aan te geven. Daarnaast is er een verhard basketbalveld en een weide met dieren. 
Archenaultplantsoen · Azaleapark · Badhuiswal - Noordereiland · Broerenkerkplein · De Dobbe · Engelse Werk · Groen assenkruis Holtenbroek · Ittersumerpark · Van Nahuysplein · Nooterhof · Oldenelerpark · Park Aa-landen · Park Eekhout · Park Gerenbroek · Park Gerenlanden · Park Hogenkamp · Park Ittersumerlanden · Park de Wezenlanden · Ter Pelkwijkpark · Twistvlietpark · Potgietersingel · Prins Clauspark · Schellerpark · Stinspark · Oude Weteringzone · Wijkpark Berkum · Zwarte waterpark Holtenbroek · Zwarte waterpark Stadshagen